# International Investment Funds Association
Der International Investment Funds Association (IIFA) ist ein internationaler Verband, in dem die nationalen Verbände der Investmentfonds-Wirtschaft ihre Interessen bündeln. So ist z. B. der deutsche Verband BVI Mitglied im IIFA.
Der Verband hat seinen Sitz in Toronto/Kanada.
Stand 2021 verteilen sich die 40 Mitglieder wie folgt auf die Kontinente:
- Europa: 21
- Asien: 10
- Süd- und Mittelamerika: 5
- Nordamerika: 2
- Afrika: 2